# Kjetil-Vidar Haraldstad
Kjetil-Vidar Haraldstad pseudonim Frost, (ur. 28 czerwca 1973 w Øyer, Oppland) – norweski perkusista. Haraldstad znany jest przede wszystkim z występów w grupach muzycznych Satyricon i 1349. Muzyk współpracował również z grupami Gorgoroth, Zyklon-B, Furze, Ov Hell, Gehenna oraz Keep of Kalessin. W 2003 roku wraz z zespołem Satyricon otrzymał nagrodę norweskiego przemysłu fonograficznego Spellemannprisen.
W latach 90. XX w. odbył karę pięciu miesięcy pozbawienia wolności z powodu pobicia. Był żonaty z prezenterką stacji telewizyjnej MTV - Ann Christin Rihm. W 2008 roku w albumie Petera Beste'a pt. True Norwegian Black Metal (ISBN 978-1-57687-435-6) znalazły się zdjęcia przedstawiające sylwetkę muzyka. Ponadto w książce został opublikowany wywiad z perkusistą. W 2011 roku Haraldstad wraz z członkami zespołu 1349 nawiązał współpracę z projektantką odzieży Karoline Bakken Lund. Efektem był model ręcznie wytwarzanych spodni jeansowych powstały na rzecz norweskiej firmy Anti Denim.

## Instrumentarium
| Bębny Tama Starclassic Bubinga - 18"x24" Bass Drum - 18"x24" Bass Drum - 5.5"x14" Snare Drum - 9"x12" Tom Tom - 10"x13" Tom Tom - 11"x14" Tom Tom - 13"x16" Tom Tom - 16"x18" Floor Tom Talerze perkusyjne Zildjian - 14" Avedis Light Hi-Hat - 18" A Custom Crash - 18" Avedis China - 18" K Dark Crash - 17" A Custom Crash - 22" Avedis Light Ride |  | Naciągi - BD22EMAD2 - 22" EMAD2 Batter Clear - BD22RB - 22" EQ3 Resonant Black - EQPAF1 - AF Patch - Kevlar Single Pedal - B14HDD - 14" Genera HD Dry - S14R50 - 14" Glass 500 - B1420 - 14" Blasters series Snare - 20 Strand - B13EC2 - 13" EC2 Coated - TT13ECR - 13" EC Resonant - DADK - Magnetic Head Key - RF12D - 12" 2-Sided Speed/Workout Pad Pałki - Vic Firth Metal N (CMN) Osprzęt Tama - Iron Cobra Power Glide Drum Pedal (HP900PSN) - Iron Cobra Lever Glide Hi-Hat Stand (HH905N) - 1st Chair Drum Throne (HT730) |

## Dyskografia
| Satyricon - Dark Medieval Times (1993, Moonfog Productions) - The Shadowthrone (1994, Moonfog Productions) - Nemesis Divina (1996, Moonfog Productions) - Rebel Extravaganza (1999, Moonfog Productions) - Volcano (2002, Capitol Records) - Now, Diabolical (2006, Roadrunner Records) - The Age of Nero (2008, Roadrunner Records) - Satyricon (2008, Roadrunner Records) |  | Inne - Zyklon-B – Blood Must be Shed (1995, Malicious Records) - Gorgoroth - Antichrist (1996, Malicious Records) - Gorgoroth - Destroyer (1998, Nuclear Blast) - Keep of Kalessin – Reclaim (2003, FaceFront Records) - Gehenna – WW (2005, Moonfog Productions) - Gorgoroth - Ad Majorem Sathanas Gloriam (2006, Regain Records) - Furze – UTD (2007, Worship Him Records) - Ov Hell – The Underworld Regime (2009, Indie Recordings) |

## Filmografia
- Until the Light Takes Us (2008, film dokumentalny, reżyseria: Aaron Aites, Audrey Ewell)[19]
- Black Metal: The Music of Satan (2011, film dokumentalny, reżyseria: Bill Zebub)